# Typosyllis cervantensis
Typosyllis cervantensis är en ringmaskart som beskrevs av Hartmann-Schröder 1981. Typosyllis cervantensis ingår i släktet Typosyllis och familjen Syllidae. Inga underarter finns listade i Catalogue of Life.